# Lưu Vinh (Lâm Giang vương)
Lưu Vinh (chữ Hán: 劉榮; 170 TCN - 148 TCN), tức Lịch Thái tử/ Lật Thái tử (栗太子) hoặc Lâm Giang Mẫn vương (臨江閔王), là Hoàng tử nhà Hán, từng là Hoàng thái tử phế sau lại bị phế và trở thành một chư hầu trong lịch sử Trung Quốc.

## Tiểu sử
Lưu Vinh là con trai trưởng của Hán Cảnh Đế Lưu Khải, vị Hoàng đế thứ 6 của nhà Hán. Hán Cảnh Đế sinh thời có 14 con trai, trong đó em ông là Lưu Phi sinh vào khoảng 169 TCN đến 168 TCN, do đó Lưu Vinh phải sinh vào trước hoặc bằng khoảng thời gian này. Thân mẫu của ông là Lịch Cơ, người nước Tề, do có nhan sắc nên trở thành một sủng thiếp của Hán Cảnh Đế.
Năm Hán Cảnh Đế Tiền Nguyên thứ 4 (153 TCN), Lưu Vinh được lập làm Hoàng thái tử. Thời nhà Hán, các con trai con gái của Hoàng đế hay lấy họ mẹ làm hiệu, do vậy Lưu Vinh trong thời gian làm Thái tử, hoặc được nhắc lại trong Hán thư đều được gọi là [Lịch Thái tử; cũng gọi Lật Thái tử].
Người cô của Lưu Vinh là Trưởng công chúa Lưu Phiêu muốn đem con gái mình là Trần thị gả cho Lưu Vinh, nhưng mẹ ông là Lịch Cơ không ưa Trưởng công chúa nên không đồng ý. Một người cung phi khác của Cảnh Đế là Vương phu nhân thấy vậy, muốn nhờ vào thế lực của Trưởng công chúa để giúp con mình là Lưu Triệt được lợi, bèn nhận lời, do đó Trưởng công chúa yêu quý Lưu Triệt, trước mặt Cảnh Đế thường nói tốt cho Lưu Triệt và gièm pha mẹ con Lưu Vinh.
Trong khi đó Lịch Cơ ỷ được sủng có lại có con làm Thái tử, tỏ ra ngạo mạn, nhiều khi còn lớn tiếng với cả Cảnh Đế khiến ông không còn sủng ái Lịch Cơ nữa. Sau khi gả con gái cho Lưu Triệt, Trưởng công chúa tìm cách giúp con rể đoạt ngôi Thái tử. Năm Hán Cảnh Đế Tiền Nguyên thứ 7 (150 TCN), Trưởng công chúa cùng Vương phu nhân bày mưu, nhân vì Hán Cảnh Đế giận Lịch Cơ, bèn xúi giục các đại thần hãy tìm cách lập Lịch cơ làm Hoàng hậu. Đại thần Đại Hành nghe lời vào tâu Hán Cảnh đế, bảo rằng: 「"Phép xưa nói 'Tử dĩ Mẫu quý, Mẫu dĩ Tử quý'. Nay thân là sinh mẫu của Thái tử lại không có vị hiệu, cẩn thiết xin lập làm Hoàng hậu"」. Hán Cảnh Đế đang không vừa lòng Lịch Cơ, cho rằng đại thần bị Lịch Cơ xúi giục, nên tức giận sai xử tử. Đồng thời, Cảnh Đế ra chiếu phế truất Thái tử Lưu Vinh, giáng làm Lâm Giang vương (臨江王). Con bị phế, Cảnh Đế về sau cũng không muốn gặp lại, Lịch Cơ u uất rồi qua đời, không rõ thời gian bà mất năm nào. Đất phong Lâm Giang vốn là một Quận quốc, dành cho em trai Cảnh Đế là Lâm Giang Ai vương Lưu Át, nhưng Lưu Át đã qua đời trước đó vào năm thứ 2 triều Cảnh Đế (tức năm 155 TCN), phong quốc sớm bị giải trừ, nay vì Lưu Vinh bị phế cho nên phục lại, cũng lập tức cho Lưu Vinh đến đất phong.
Năm Hán Cảnh Đế Trung Nguyên năm thứ 2 (148 TCN), Lâm Giang vương Lưu Vinh xây dựng Vương cung ở chỗ Tổ miếu, nên do có người gièm pha. Hán Cảnh Đế triệu ông về kinh phân xử. Khi Lưu Vinh tới kinh đô thì bị giải tới phủ trung úy xét hỏi. Lưu Vinh bị tra tấn, hoảng sợ bèn tự sát. Thi hài ông được an táng ở Lam Điền. Lưu Vinh hưởng niên ước chừng 23 tuổi. Do Lưu Vinh không có con trai nên nước Lâm Giang bị phế bỏ, nhập vào làm một quận thuộc nhà Hán.